# Ovádi Péter
Ovádi Péter (Veszprém, 1981. október 22. —) magyar mérnökinformatikus, politikus; 2018. május 8. óta a Fidesz – Magyar Polgári Szövetség országgyűlési képviselője.

## Családja
Házas, felesége Véber Melinda. Két gyermekük van, Ovádi Máté és Ovádi Gergő. Családjával Veszprémben él.

## Életrajz

### Tanulmányai
A veszprémi Vetési Albert Gimnáziumban maturált. 2017-ben végzett a Pannon Egyetem Műszaki Informatikai Karának mérnökinformatikus szakán.
C-típusú középfokú német nyelvvizsgája van.

### Politikai pályafutása
2018. május 8. óta a Fidesz – Magyar Polgári Szövetség országgyűlési képviselője a Veszprém vármegyei (2022-ig: megyei) 1. számú országgyűlési egyéni választókerületben.
2018. május 8. óta az Országgyűlés Törvényalkotási bizottságának, továbbá a Vállalkozásfejlesztési bizottságának a tagja.